# ラクダ痘
ラクダ痘（英: camelpox）とは、ポックスウイルス科オルソポックスウイルス属に属するラクダ痘ウイルス（Camelpox virus）によって引き起こされるラクダの感染症。ラクダ痘では皮膚病変（skin lesions）と全身感染症（generalized infection）が認められる。若齢のラクダでの流行では死亡率は25%程度であったが、他の事例では軽症であることが多い。ラクダ痘はラクダの乗り手の手を介して伝播することがある。